# 슈테판 루초비츠키

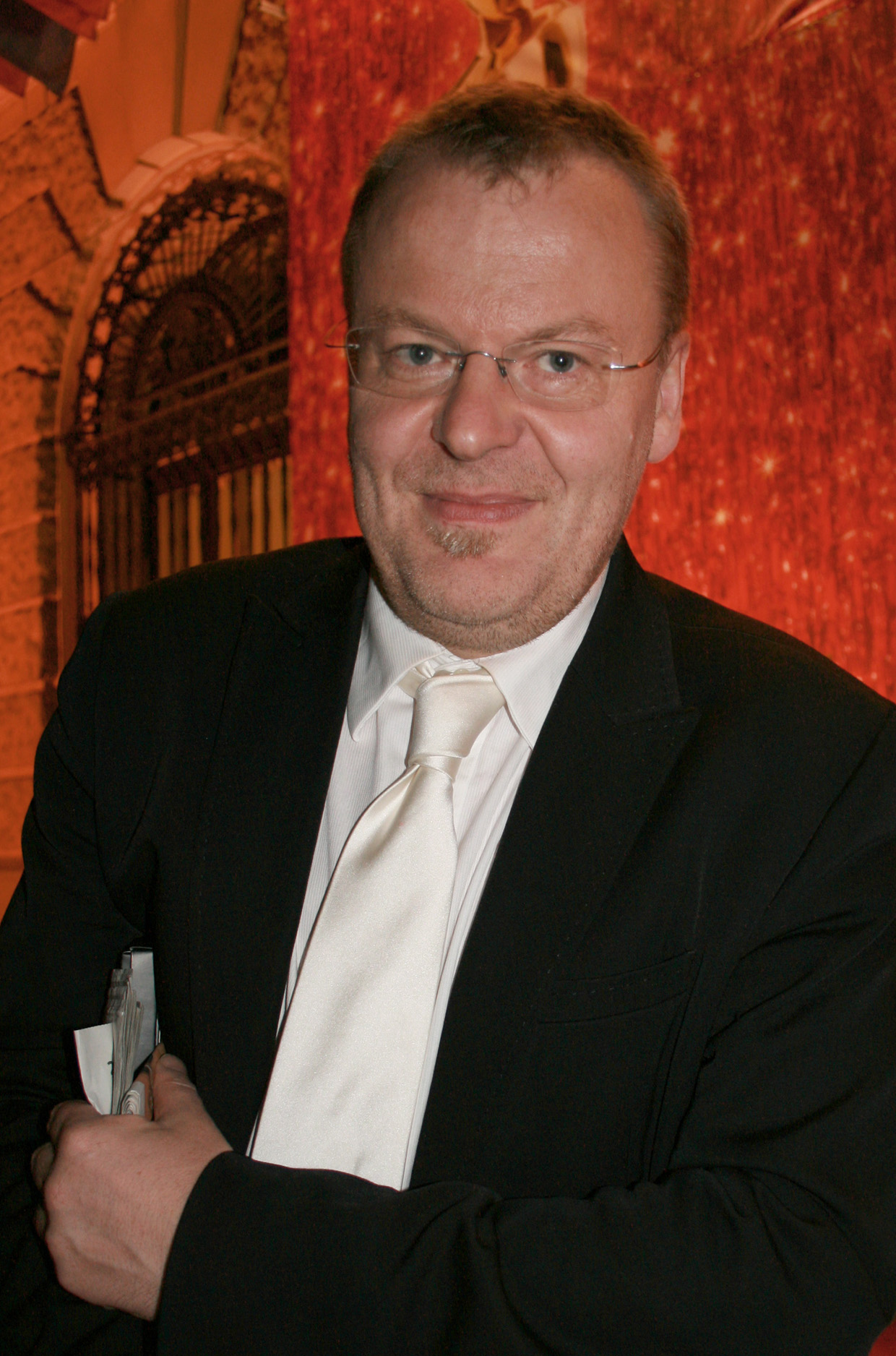
슈테판 루초비츠키

슈테판 루초비츠키(Stefan Ruzowitzky, 1965년 12월 25일 ~ )은 오스트리아의 영화 감독이다.